# 1984 (film, 1984)
1984 är en brittisk film från 1984, regisserad av Michael Radford. Den bygger på George Orwells roman 1984.

## Handling
Winston Smith arbetar på sanningsministeriet i Oceanien, en av världens tre stater. Alla njutningar, inklusive sex, är förbjudna. Trots detta inleder han ett förhållande med Julia. De båda arresteras; Winston förhörs av den briljante och skrämmande O'Brien som genomför hela programmet av psykisk och fysisk tortyr. Till slut återstår bara den slutliga tortyren, rum 101. Skräcken som framkallas där varierar från person till person och O'Brien vet exakt vad han ska göra med Winston.

## Om filmen
Filmen är inspelad mellan april och juni 1984 i London, Shepperton och Wiltshire. Den hade världspremiär i Storbritannien den 10 oktober 1984 och svensk premiär den 30 november samma år, med åldersgränsen 15 år.

## Rollista (i urval)
- John Hurt – Winston Smith
- Richard Burton – O'Brien
- Suzanna Hamilton – Julia
- Cyril Cusack – Charrington
- Roger Lloyd-Pack – kyparen
- Shirley Stelfox – prostituerad
- Rolf Saxon – patrullman
- Phyllis Logan – nyhetsuppläsare (röst)
- Annie Lennox – cameo (ej krediterad)

## Musik i filmen
- "Oceania, 'Tis For Thee", musik Dominic Muldowney, text Jonathan Gems, framförd av The London Voices
- "Sexcrime (Nineteen Eighty-Four)", skriven och framförd av Eurythmics
- "Julia", skriven och framförd av Eurythmics (endast videoversionen)

Eurythmics skapade ett helt album med låtar inspirerade av filmen och romanen 1984, kallat 1984 (For the Love of Big Brother).

## Utmärkelser
- 1984 – Valladolid International Film Festival – Bästa skådespelare: Richard Burton och John Hurt
- 1985 – Evening Standard British Film Award – Bästa skådespelare: John Hurt
- 1985 – Evening Standard British Film Award – Bästa film: Michael Radford
- 1985 – Fantasporto – International Fantasy Film Award – Bästa skådespelare: John Hurt
- 1985 – Istanbul International Film Festival – Gyllene tulpanen: Michael Radford